# Arti decorative

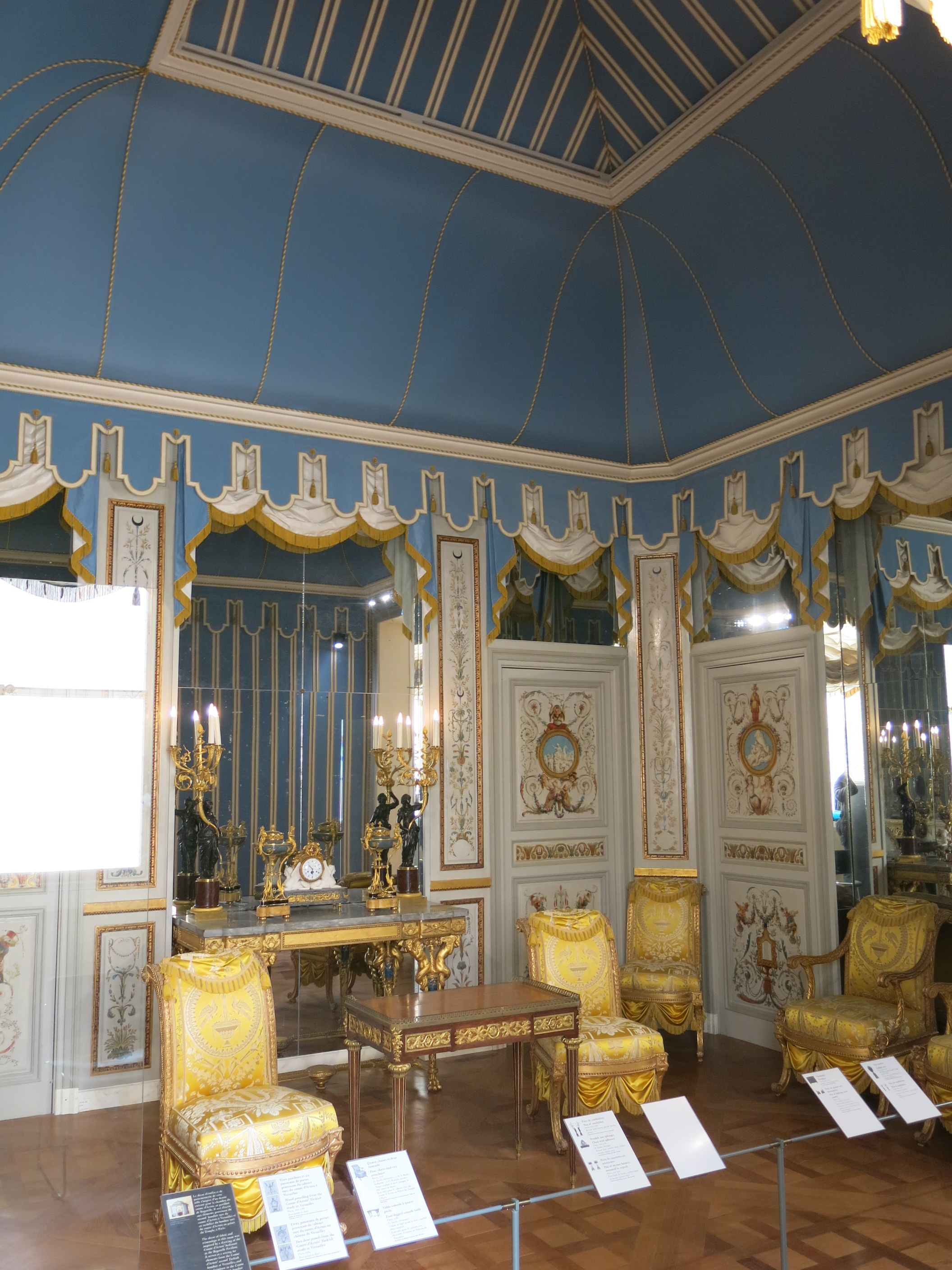
Una sala della sezione di arti decorative del Louvre

Le arti decorative (o minori), facenti parte della categoria delle arti applicate, sono una serie di discipline artistiche figurative tradizionalmente legate alla realizzazione e alla decorazione di oggetti d'uso, in opposizione alle belle arti o arti "maggiori" (pittura, scultura, disegno, e per estensione incisione, fotografia e mosaico...) destinate alla creazione di artefatti il cui solo scopo è invece la contemplazione estetica.
Le arti decorative sono spesso catalogate per medium o per tecnica. Tra di esse si possono ricordare l'oreficeria, la toreutica, la glittica, l'arte ceramica, la miniatura, la creazione di vetrate e di altri oggetti in vetro, gli smalti, l'intaglio, l'intarsio, l'ebanisteria, il conio di monete e medaglie, la tessitura e il ricamo, il design industriale, la decorazione in generale.